# Dílo blahoslavené Anežky Přemyslovny
Dílo blahoslavené Anežky Přemyslovny byl spolek založený v roce 1928 za účelem shromáždění finančních prostředků na výstavbu katolických kostelů v rychle se rozvíjejících okrajových čtvrtích Velké Prahy, kde přibývali noví obyvatelé, pro které chyběla církevní zařízení.

## Historie a činnost

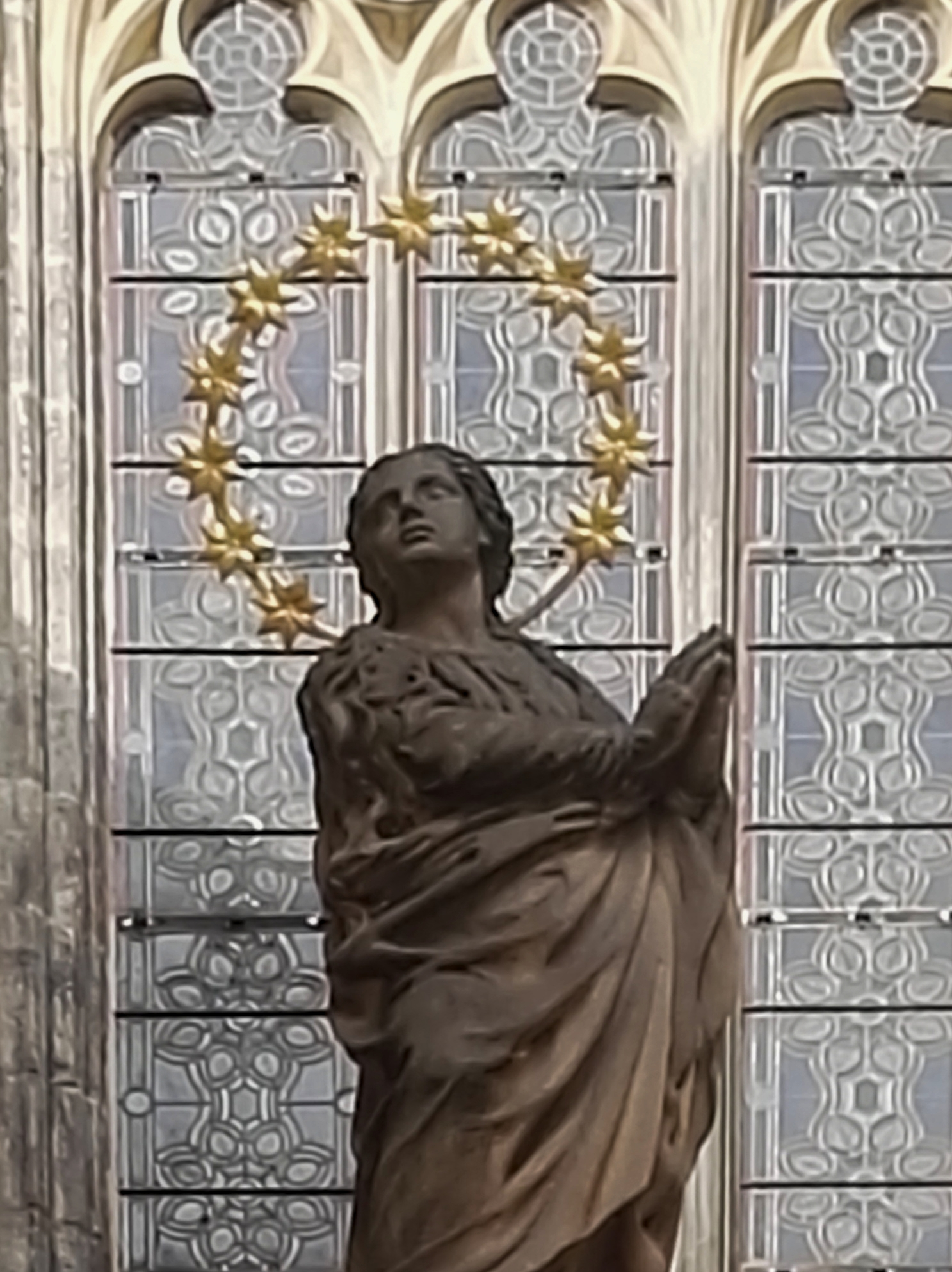
12 hvězd na koruně Immaculaty u Týnského chrámu v Praze

K myšlence vybudovat kolem centra hlavního města dostatek svatostánků se koncem 20. let přiklonil především František Nosek, významný politik, ministr a poslanec za Československou stranu lidovou. Velkou podporu našel u Josefa Vlasáka, velmistra Rytířského řádu křižovníků s červenou hvězdou. Založili spolek nazvaný "Dílo blahoslavené Anežky Přemyslovny", který byl ustaven nejprve jako volné sdružení, ale v květnu 1928 byly ministerstvem vnitra schváleny stanovy, jež v červnu 1928 přijala i arcibiskupská konzistoř.
Název spolku vyjadřoval vztah řádu křižovníků s červenou hvězdou k jeho zakladatelce Anežce Přemyslovně a zároveň připomínal 650. výročí jejího úmrtí. 
Se vznikem a působením spolku bývá někdy spojován údajný, ale blíže nedoložený výrok pražského biskupa Antonína Podlahy: místo úsilí o obnovu mariánského sloupu na Staroměstském náměstí strženého v roce 1918 nebo postavení sloupu nového by bylo účelnější na pražské periferii postavit tolik nových kostelů, kolik bylo hvězd rozsypaných z koruny Panny Marie Immaculaty při stržení sloupu.
Činnost spolku se soustředila především na získávání finančních prostředků, pomocí kterých by bylo možno záměr výstavby kostelů realizovat. V následujících letech skutečně vzniklo v okrajových částech Prahy několik nových sakrálních objektů a u některých je zmiňována podpora spolku nebo přímá podpora Františka Noska. U dvou z nich (kostely v Krči a v Košířích) byl architektem další člen spolku, Jaroslav Čermák.
Spolek pokračoval ve své činnosti i po smrti Františka Noska (v roce 1935) a v roce 1942 byl jako poslední z kostelů, u nichž se uvádí podpora Díla blahoslavené Anežky Přemyslovny, dokončen kostel svatého Jana Nepomuckého v Košířích.

## Objekty podpořené spolkem
Už před oficiálním založením spolku vznikly nebo se připravovaly v nových částech Prahy čtyři stavby, které byly v souladu s jeho záměry:
- Kostel sv. Vojtěcha v Dejvicích (vysvěcen 1927),
- kaple svatého Václava v areálu Thomayerovy nemocnice v Krči (vysvěcena 1928),
- kostel svatého Václava ve Vršovicích (vysvěcen 1929),[5]
- kostel Nejsvětějšího srdce Páně na Vinohradech (vysvěcen 1932), který nahradil provizorní farní kapli sv. Aloise v budově reálky na Náměstí krále Jiřího.

Další projekty realizované po založení Díla blahoslavené Anežky Přemyslovny:
- farní budova s kaplí (nyní divadlo Miriam) u dnešního kostela Neposkvrněného Početí Panny Marie ve Strašnicích (vysvěceno 1930),[6]
- svatyně Krista Krále ve Vysočanech (vysvěcena 1930),[7]
- přestavba stodoly na stejně zasvěcenou (nyní již zbořenou) kapli v sousedství dnešního kostela sv. Alžběty Durynské ve Kbelích (vysvěceno 1932),[8]
- kostel sv. Anežky České v Záběhlicích na Spořilově (vysvěcen 1935),[9][10]
- kostel Panny Marie Královny Míru na Lhotce (vysvěcen 1937),[11]
- podpora výstavby kaple na místě dnešního kostela sv. Terezie od Ježíše v Kobylisích (vysvěceno 1937),[9][12][13]
- přestavba jatek na kostel sv. Františka z Asisi na Chodově (1938),[14]
- přestavba orlovny na kostel sv. Vojtěcha na Balkáně na rozhraní Vysočan a Žižkova (vysvěcen 1939),[15]
- dřevěný provizorní kostel sv. Františka z Assisi v Krči (vysvěcen 1941),[16]
- kostel sv. Jana Nepomuckého v Košířích (vysvěcen 1942).[2][17]

Z prostředků spolku bylo údajně financováno také odkoupení a oprava barokní kaple sv. Kláry v Troji. Uvažovalo se i o výstavbě kaple nebo kostela v Malešicích, tento záměr se ale neuskutečnil.